# Gregório I Mamicônio
Gregório I Mamicônio (em armênio/arménio: Գրիգոր Մամիկոնյան) foi príncipe da Armênia de 662 a 685, na época do domínio da Armênia pelos árabes.

## Vida

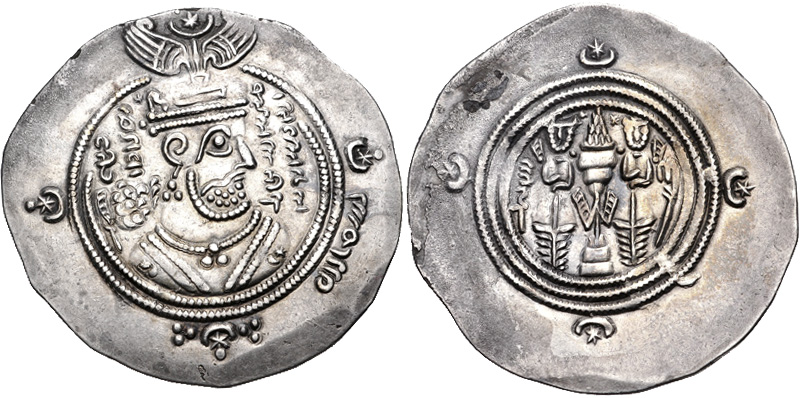
Dracma de r.

Filho do nacarar Davi e irmão de Amazaspes IV, foi mantido como refém em Damasco quando o nacarares armênios e o católico Narses III, restaurado em 658, pediram ao califa que fosse chefe da nação em vez de seu irmão. Moáuia I (r. 661–680) concordou em nomeá-lo porque era "homem beneficente, distinto pelas qualidades do espírito, justo, quieto e doce". Sua administração foi, de fato, pacífica e benéfica e ele se dedicou a construções pias e colaborou ativamente com os três católicos contemporâneos que lideram a Igreja Armênia: Anastácio I (r. 661–667), Israel I (r. 667–677) e finalmente Isaac III (r. 677–703).
Gregório permaneceu famoso na história religiosa armênia por ter transferido de Tordano para Valarsapate os restos mortais de São Gregório, o Iluminador. Sua esposa Mariam, uma princesa de Albânia, até obteve para seu sobrinho Varaz-Tirídates I (r. 680–699) o maxilar do santo. Em 681, após 20 de paz, os armênios, ibéricos e albaneses aproveitaram-se das guerras civis que assolaram o Califado Omíada à revolta e o país foi libertado da tutela muçulmana por 3 anos. Mas no quarto ano da independência, Gregório enfrenta a ofensiva cazar, que também usa a fraqueza dos árabes para invadir a Transcaucásia e pilhar o norte da Armênia. Gregório é morto num confronto em 685. O título de príncipe passa a Asócio II Bagratúnio.

## Família
De sua esposa Helena (falecida em 670), filha de Varaz Gregório, príncipe de Albânia, não deixa descendentes.